# لوكا كروستا
لوكا كروستا (بالإيطالية: Luca Crosta)‏ هو لاعب كرة قدم إيطالي في مركز حراسة المرمى، ولد في 23 فبراير 1998 في ميلانو في إيطاليا. لعب مع إيه سي ميلان ونادي كالياري.

## وصلات خارجية
- لوكا كروستا على موقع قاعدة بيانات كرة القدم.إي يو (الإنجليزية)
- لوكا كروستا على موقع Soccerway.com (الإنجليزية)
- لوكا كروستا على موقع AS.com (الإسبانية)